# Corrado Lojacono
Corrado Lojacono (Palermo, 22 gennaio 1924 – Milano, 23 ottobre 2012) è stato un cantante, attore e compositore italiano.

## Biografia
Debuttò alla radio nel 1945 nell'orchestra diretta dal maestro Beppe Mojetta, passando poi a quella di Enzo Ceragioli.

Enzo Ceragioli con Corrado Lojacono il Quartetto Stars, Enzo Poli negli studi di Radio Rai nel 1951

La vena briosa delle sue canzoni, unita all'inconfondibile fisico sovrappeso (invero portato con grande disinvoltura), gli procurò rapidamente una discreta popolarità, accresciuta anche dalla partecipazione alle riviste di Garinei e Giovannini Attanasio cavallo vanesio (1952) e Alvaro piuttosto corsaro (1953) accanto a Renato Rascel. Ricordiamo inoltre l'interpretazione di Polifemo nella versione comica dell'Odissea del Quartetto Cetra in Biblioteca di Studio Uno (1964).
Negli anni '60 scrisse diversi motivi di successo (spesso con lo pseudonimo di Camicasca), come I sette zulù, Giuggiola, L'anellino (brano che portò a Sanremo in coppia con Luciano Tajoli nel 1962), e soprattutto la musica di Carina, testo scritto da Alberto Testa, uno dei motivi più noti della musica leggera italiana degli anni '50, che accompagnò l'affermarsi della televisione e il boom del 45 giri.
Secondo la testimonianza del paroliere Alberto Salerno e del giornalista Mario Luzzatto Fegiz, fu l'inventore della "supercazzola", scherzo dialettico-verbale atto a confondere l'ascoltatore, ripreso molti anni più tardi dal film Amici miei.
Affetto da una grave insufficienza renale, è morto nel 2012 all'età di 88 anni.

## Discografia parziale

### Singoli
- 1949 - La tua musica/La canzone del popolo (Odeon, TW 3496)
- 1958 - Strada 'nfosa/'e scalelle d'o paravise (Fontana Records, TF 268 004; con I cinque menestrelli)
- 1958 - Si dice che in America/Per un bacio d'amor (Fontana Records, TF 268 005; con I cinque menestrelli)
- 1958 - Brivido blu/Carina (Fontana Records, 270 507; con I cinque menestrelli)
- 1959 - Bella come te/Nu me lassà (Fontana Records, 270 509; con I cinque menestrelli)
- 1959 - Tu non sai come t'amo/Non partir (Fontana Records, 270 510; con I cinque menestrelli)
- 1959 - Daiana/Non dir di no (Fontana Records, 270 511; con I cinque menestrelli)
- 1959 - Con tutto il cuore/Tu sei nel mio destino (Fontana Records, 270 512; con I cinque menestrelli)
- 1961 - Un bacio/Quando la luna (Fontana Records, 270 527; con I cinque menestrelli)
- 1961 - Troppo bella/Indescrivibile (Fontana Records, 270 569)
- 1961 - Vienimi vicino/Saludos barbudos (Pathé, AQ 1172)
- 1963 - Oggi non ho tempo/Viso di Madonna (Pathé, AQ 1216)
- 1963 - Messina punto e basta
- 1966 - Carissima/La casa vuota (Fox, HF 1007)
- 1966 - Stasera/Le ragazze belle come te (Fox, HF 1010)

#### Singoli Flexy-disc
Sono incisi da un solo lato e allegati in omaggio alla rivista Il Musichiere:
- 1959 - Carina (The Red Record, N. 20007; con I cinque menestrelli) (Il Musichiere N° 17, 30 aprile)
- 1960 - Come pioveva (The Red Record, N. 20051) (Il Musichiere N° 62, 10 marzo)
- 1960 - Non passa più (The Red Record, N. 20066) (Il Musichiere N° 77, 23 giugno)

## Filmografia
- Attanasio cavallo vanesio, regia di Camillo Mastrocinque (1952)
- Alvaro piuttosto corsaro, regia di Camillo Mastrocinque (1953)
- Urlatori alla sbarra, regia di Lucio Fulci (1960)
- Rocco e le sorelle, regia di Giorgio Simonelli (1961)
- La nipote del prete, regia di Sergio Grieco (1976)
- Ho fatto splash, regia di Maurizio Nichetti (1980)

## Televisione
- Don Giovanni in Sicilia, regia di Guglielmo Morandi – miniserie TV (1977)
- Poco a poco, regia di Alberto Sironi - miniserie TV (1980)

## Programmi radiofonici RAI
- Occhio magico, settimanale a cura di Mino Doletti, orchestra di Riz Ortolani, cantano Katina Ranieri e Corrado Lojacono, presenta Nunzio Filogamo, 1955